# Rougequeue de Hodgson
Phoenicurus hodgsoni
Espèce
Statut de conservation UICN

 LC  : Préoccupation mineure
Le Rougequeue de Hodgson (Phoenicurus hodgsoni) est une espèce d'oiseaux de la famille des Muscicapidae.

## Répartition
Son aire s'étend à travers le centre de la Chine, le Yunnan, l'est du Tibet, le nord du Népal, le Sikkim, le Bhoutan et le nord de la Birmanie.

## Habitat
Il habite les forêts tempérées.